# Pietro Neri-Baraldi

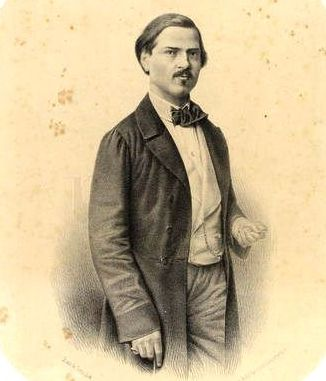
Neri-Baraldi c. 1860

Pietro Neri-Baraldi (Minerbio, 1828 – Bologna, 29 giugno 1902) è stato un tenore italiano che cantò in tutta Europa.

## Biografia
Nacque a Minerbio, una piccola città vicino a Bologna e fece il suo esordio al Teatro Comunale di Bologna nel 1850. Nel 1853 fu scritturato come tenore di spicco al Teatro del Corso dove cantò nelle prime esecuzioni a Bologna de Il trovatore (nel ruolo di Manrico), Rigoletto (Duca di Mantova), ed Elena da Feltre (Ubaldo). Apparve quindi a Parigi durante la stagione 1854/1855 cantando sia al Théâtre-Italien sia all'Opéra di Parigi. Cantò una vasta gamma di ruoli a Londra dal 1856 al 1868, prima al Lyceum Theatre e poi alla Royal Opera House. Si esibì anche a Lisbona al Teatro de São Carlos, dove fu il primo tenore assoluto dal 1856 al 1867, e a San Pietroburgo.   
Nel 1863 Neri-Baraldi sposò il soprano di origini austriache Antonietta Fricci (1840–1912) e cantò spesso con lei. Negli ultimi anni insegnò canto. Tra i suoi allievi vi fu il soprano sudafricano Ada Forrest.